# Pedicularis denudata
Pedicularis denudata är en snyltrotsväxtart som beskrevs av Joseph Dalton Hooker. Pedicularis denudata ingår i släktet spiror, och familjen snyltrotsväxter. Inga underarter finns listade i Catalogue of Life.